# Laura Spenazzatto

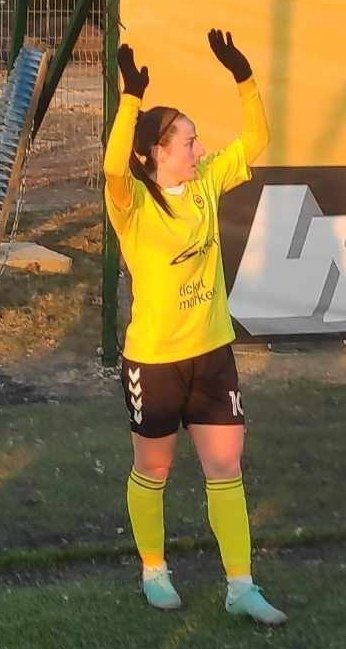
FC Gintra, 2025 (Šiauliai)

Luara Spenazzatto (Iraceminha, 9 de abril de 1998) é uma jogadora brasileira de de futebol. Ela joga como meio-campo no FC Gintra.

## Biografia
Aos sete anos, em sua pequena cidade natal de Iraceminha, em Santa Catarina, ela descobriu que preferia brincar na rua com os meninos do que se envolver com as meninas e as bonecas. Aos treze, começou a viajar para Maravilha para os treinos de futsal, que ficava ali pertinho de casa. Sua jornada continuou e em 2015, mudou-se para Caçador para jogar pelo Kidermann. No ano seguinte, recebeu o chamado do Iranduba e se mudou para Manaus.
Ela já foi selecionada duas vezes para a Seleção Sub-20, em 2015 e 2018, quando foi convocada pela Confederação Brasileira de Futsal (CBFS) para participar do período de treinamentos da Seleção Brasileira Sub-20 de Futsal e posteriormente no Campeonato Sul-Americano Sub-20 Feminino em Santiago, no Chile.
Laura também passou pelo Chapecoense, em 2019, e pelo Botafogo onde jogou de 2021 até 2022.
Em 2022 ela foi anunciada pelo Diosa Izumo, do Japão, onde joga até hoje.